# قيمة ابو سبعة (وشحة)

تعديل مصدري - تعديل

قيمة أبو سبعة هي إحدى قرى عزلة بنى سعد بمديرية وشحة التابعة لمحافظة حجة، بلغ تعداد سكانها 12 نسمة حسب تعداد اليمن لعام 2004.